# Kirche+Leben
Die Kirchenzeitung Kirche+Leben ist die 1946 gegründete katholische Wochenzeitung für das Bistum Münster. Sie erscheint in einer verkauften Auflage von knapp 20.000 Exemplaren (Stand: zweites Quartal 2025). Damit ist sie nach dem Konradsblatt für das Erzbistum Freiburg die an Auflage zweitstärkste Bistumszeitung Deutschlands. Die Interviews und Gespräche von Kirche+Leben wurden oft von anderen kirchlichen Medien aufgegriffen.

## Geschichte
Die erste Ausgabe erschien am 17. März 1946 unter dem Titel Kirche und Leben. Bischof Clemens August Graf von Galen hatte bereits am 22. Mai 1945 bei der Militärregierung der britischen Besatzungszone eine Zeitungslizenz beantragt, die jedoch infolge des Papiermangels zunächst nicht erteilt wurde. Bischof Galen wollte eine Kirchenzeitung für das gesamte Bistum schaffen.
Zuvor, bis zu deren Verbot durch die nationalsozialistischen Behörden, hatte es regionale Kirchenzeitungen gegeben, darunter Kirche und Leben für den Offizialatsbezirk Vechta, ein Katholisches Kirchenblatt für den Niederrhein und Unser Kirchenblatt für das nördliche Ruhrgebiet und das südliche und westliche Münsterland. Die letztgenannte Publikation war die wichtigste Vorläuferin der Neugründung 1946. Unser Kirchenblatt wurde vom Verlag Wilhelm Bitter in Recklinghausen herausgegeben, hatte eine Auflage von rund 90.000 Exemplaren und wurde 1937 verboten. Von der Vorläuferin für das Oldenburger Münsterland übernahm die Neugründung 1946 den Titel.
Die britische Militärregierung genehmigte am 17. März 1946 im Blick auf die Papierkontingentierung eine Auflage von 220.000 Exemplaren und vier Seiten Umfang bei wöchentlichem Erscheinen. 1948 durfte Kirche und Leben den Umfang auf acht Seiten erweitern, ab 1954 erschien sie im Zeitungsformat und mit zwölf Seiten.
Im 1. Quartal 1987 lag die Gesamtauflage noch bei gut 202.000 Exemplaren. Beim Auflagenrückgang lag Kirche+Leben 2020 mit einem Minus von 14,45 Prozent an der Spitze der deutschen Bistumszeitungen, als der damalige Geschäftsführer Ralf Hammecke entscheid, beim Vertrieb auf den Postbezug für alle Exemplare zu wechseln. Mehrere Seiten werden von der Osnabrücker Verlagsgruppe Bistumspresse übernommen.
Im Frühjahr 2024 zog die Redaktion in das neu gebaute „Dialog Medien Haus“ am Cheruskerring 21 in Münster um. Für eine kurze Zeit arbeitete Boris Spernol, Chefredakteur der Kirchenzeitung "Neues Ruhrwort", in der Chefredaktion von Kirche+Leben mit. Am 3. September 2024 segnete der Münsteraner Bischof Felix Genn das Gebäude. Der Neubau liegt hinter der profanierten Bonifatiuskirche. Dort hatte die Redaktion bis Ende 2022 ihren Sitz.

## Inhalt
Die Bistumszeitung gliedert sich seit 2020 in vier Bücher.
- Im ersten Buch (Seiten 1–8) gibt es auf Seite 2 eine Meinungsseite. Auf Seite 3 erscheinen Leserbriefe und Informationen aus der Redaktion. Einen Themenschwerpunkt gibt es auf den Seiten 4–5. Auf Seite 6 finden die Leser Nachrichten aus der Kirche in Deutschland und auf Seite 7 aus der Kirche in der Welt. Auf Seite 8 gibt es unter der Rubrik „Gesichter+Geschichten“ eine Reportage.
- Im zweiten Buch (Seiten 9–12) gibt es Berichte und Fotos „Aus den Regionen“.
- Im dritten Buch (Seiten 13–20) stehen Informationen aus dem Bistum, zu Familienthemen und eine Medienseite.
- Das vierte Buch „Glaube und Kultur“ (Seiten 21–24) enthält eine Reportage, eine Seite mit Lesung und Evangelium, die Seite „Sichtweisen“ und eine Kulturseite.

## Onlinemagazin
Das Online-Magazin www.kirche-und-leben.de informiert tagesaktuell über kirchlich relevante Themen im Bistum Münster, in Deutschland, dem Vatikan und der Welt. Es gibt außerdem Impulse für das persönliche Glaubensleben. Kirche-und-leben.de löste im November 2016 das Online-Magazin kirchensite.de ab, das 2002 gegründet worden war. Chefredakteur von Kirche-und-leben.de ist Markus Nolte. Wochenzeitung und Internet-Magazin arbeiten crossmedial und ergänzen sich gegenseitig. Um den Online-Auftritt zu refinanzieren, bot www.kirche-und-leben.de eine freiwillige Mitgliedschaft an. Dies wurde allerdings zuletzt lediglich von 97 Mitgliedern (Stand Oktober 2024) wahrgenommen. Die Zahl ging stetig zurück. Anfang Dezember 2024 endete die sogenannte KLup-Mitgliedschaft.
Zu diesem Zeitpunkt stellte Kirche+Leben das Digital-Angebot neu auf, änderte das Layout und führte ein neues Abo-Modell hinter einer Paywall ein.

## Verlag und Redaktion
- Herausgeber: Bischof von Münster
- Chefredakteur: Markus Nolte
- Geschäftsführung: David Rönker[10]